# Mirosław Szłapka
Mirosław Szłapka (ur. 19 września 1956 w Buku) – polski jeździec, trener, sędzia, olimpijczyk z Moskwy 1980.
Zawodnik specjalizujący się w WKKW. Wicemistrz Polski z roku 1981 na koniu Jaskier oraz brązowy medalista z roku 1985 (na koniu Len).
Na igrzyskach olimpijskich wystartował w indywidualnym konkursie WKKW, w którym zajął 6. miejsce. Polska drużyna (partnerami byli: Jacek Daniluk, Jacek Wierzchowiecki, Stanisław Jasiński) nie została sklasyfikowana (z uwagi na zdekompletowanie zespołu). Zdobywca złotego (drużynowo) i srebrnego (indywidualnie) medalu w konkursie WKKW na zawodach Przyjaźń-84.